# Gregorio Babbi
Gregorio Babbi (Cesena, 6 novembre 1708 – Cesena, 2 gennaio 1768) è stato un tenore italiano.

## Biografia

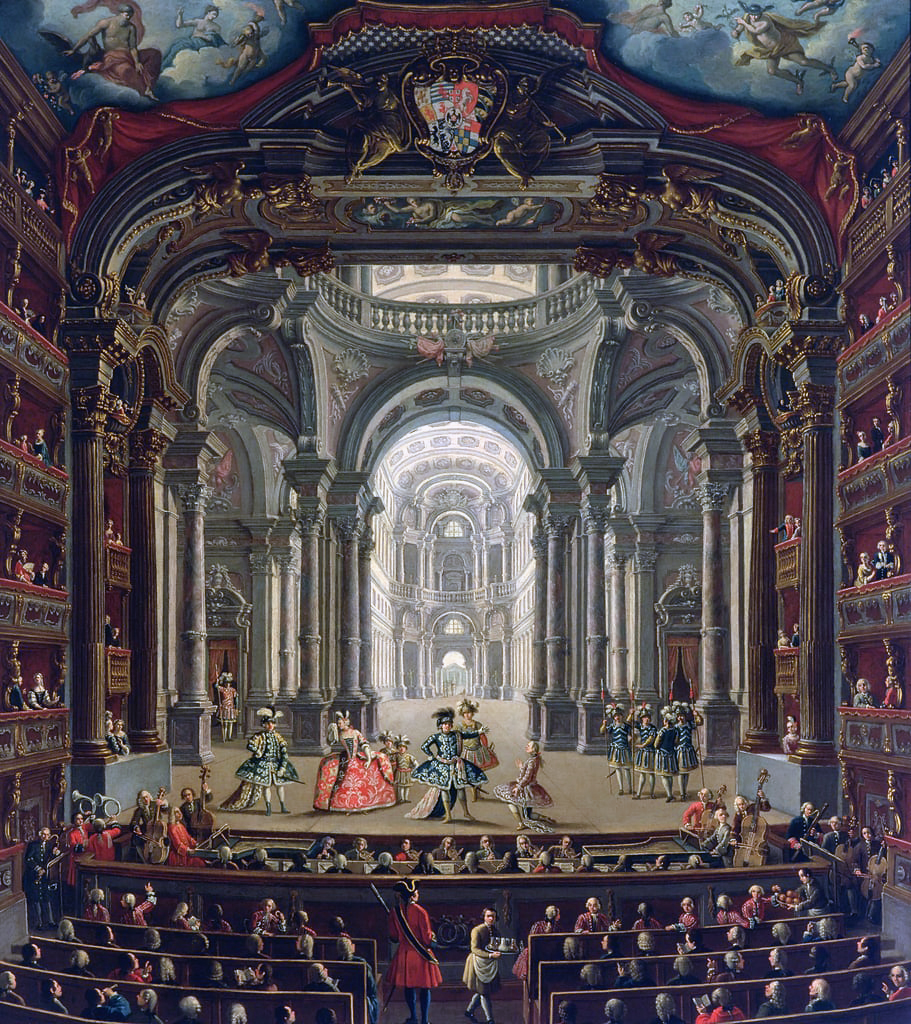
Torino: il Teatro Regio in un dipinto del 1752 ca.

Nato nel 1708 a Cesena da una modesta famiglia, fin da giovane Gregorio Babbi manifestò attitudini musicali e seguì lezioni di musica e canto. Dopo aver fatto parte della Cappella reale di Napoli, esordì sulla scena teatrale a Firenze nel 1731. A Venezia si esibì nei teatri Sant'Angelo (con le opere di Paganelli e Albinoni) e San Samuele (con l'Euristeo di Johann Adolph Hasse).
Con il progredire della carriera, numerose furono le sue interpretazioni nei maggiori teatri italiani: Torino (al Teatro Regio), Genova (al teatro Sant'Agostino e al Falcone), Roma (al Teatro Argentina), Milano (al Teatro Regio Ducale), Napoli (al Teatro San Carlo ove, nella stagione 1747-48, cantò insieme con la moglie, la veneziana Giovanna Guaitti.
Si esibì anche all'estero: a Madrid, Vienna e Lisbona ove nel 1757 riscosse notevole successo interpretando Alessandro nelle Indie di Davide Perez. Morì nella città natale ove si era ritirato, a cinquantanove anni, nel 1768.
Cantante celebrato ai suoi tempi e variamente apprezzato: «tenore elegante ed espressivo» per gli ammiratori; «cantante di forza ma privo di gusto e arte scenica» per i critici, Babbi viene spesso citato nei testi di storia della musica per il teatro del Settecento.